# Syrja bej Vlora
Syrja bej Vlora (tur. Avlonyalı Süreyya Bey, ur. 1860 we Wlorze, zm. 1940) – albański polityk, ambasador Albanii w Austro-Węgrzech.

## Życiorys
Syrja bej Vlora pochodził z wpływowej rodziny założonej przez Göyegü Sinana Paszę – wielkiego admirała floty osmańskiej, który zginął 26 kwietnia 1503 roku w Bitiwie pod Wlorą.
Rodzicami Syrji byli Mustafa Pasza oraz Janina Naile. Jego starszy brat, Mehmed Ferid Pasza, był w latach 1903–1908 wielkim wezyrem.
W latach 1886–1887 Syrja bej Vlora opublikował pięć numerów czasopisma Zerrat; pierwszy numer miał tylko 32 strony, pozostałe po 160 stron. Czasopismo nie miało ustalonej tematyki, jednak jego publikacje zawierały artykuły o znanych pisarzach i filozofach.
W 1895 roku został skazany przez sąd osmański na trzy lata więzienia, jednak udało mu się uciec do Włoch. Ze względu na dobre kontakty w Stambule wyrok został wkrótce uchylony i Vlora wrócił do Turcji.
Prawdopodobnie w 1903 roku osiadł w Stambule, gdzie jego syn Eqrem zaczął studiować prawo. Dzięki postawie swojego brata, wielkiego wezyra Ferida Paszy, Syrja otrzymał stanowisko dyrektora generalnego tureckich organów celnych, które piastował do czasu wybuchu rewolucji Młodych Turków w lipcu 1908 roku.
W 1907 roku opublikował w języku tureckim pracę na temat historii islamu zatytułowaną Fitret ül-Isläm; jest to biografia Mu’awiji ibn Sufjana, założyciela dynastii Umajjadów.
Wraz z innymi albańskimi intelektualistami, Vlora dążył do wprowadzenia alfabetu łacińskiego dla języka albańskiego i 15 stycznia 1910 roku opublikował na ten temat długi artykuł w stambulskiej gazecie Yeni Gazete.
9 lipca 1912 roku, podczas debaty parlamentarnej ostro skrytykował turecką politykę wobec Albanii, przez co naraził się władzom i przy finansowym wsparciu austro-węgierskiego ambasadora opuścił Stambuł. Spotkał się w Atenach z greckim premierem, Elefteriosem Wenizelosem, który polecił Vlorze przekazać za pośrednictwem tureckiej ambasady w Grecję propozycję: uznanie przez tureckie władzę roszczeń Grecji do Krety w zamian za niepodejmowanie przez Grecję ataków na Turcję. Nie otrzymał żadnej odpowiedzi, ponieważ w Stambule został już uznany za zdrajcę i przewidział, że w niedalekiej przyszłości wybuchnie na Bałkanach konflikt zbrojny. Vlora, myśląc o przyszłości Albanii, liczył na poparcie niepodległości Albanii ze strony Austro-Węgier, jednak Austro-Węgry, wierzące w zwycięstwo strony tureckiej w wojnie bałkańskiej, nie były w stanie udzielić mu poparcia. Jednak Vlora, mając dobre stosunki z Austro-Węgrami, pracował jako ambasador Albanii w Austro-Węgrzech. Nie pełnił tej funkcji długo, został zwolniony, gdy władze austro-węgierskie dowiedziały się, że sprzedał Włochom jedną ze swoich posiadłości w okolicy Wlory. Po wybuchu I wojny światowej Vlora wyjechał do Szwajcarii, gdzie był szpiegowany przez austro-węgierskich szpiegów, ponieważ podejrzewano, że Vlora działa na rzecz Włoch. W rzeczywistości przebywał w towarzystwie wysoko postawionych osobistości tureckich, będących w opozycji do tureckiej władzy.
Pod koniec I wojny światowej mieszkał w Rzymie. W 1920 roku ponownie wrócił do Stambułu, ale po trzech latach wrócił do Wlory. Gdy w 1924 roku premierem Albanii został Fan Noli, przeniósł się do Rzymu. Do Albanii wrócił po objęciu władzy przez Ahmeda Zogu w 1925 roku, gdzie osiadł we Wlorze; nie odgrywał już żadnej roli w polityce, zmarł w 1940 roku.

## Publikacje
- Fitret ül-Isläm (1907)[1][3]
- Osmanlı sonrası Arnavutluk (2009 – wydanie pośmiertne)[1][3]

## Życie prywatne
Jego żoną była siostra Esada Toptaniego Mihri, z którą miał dwoje dzieci: Eqrema i Safę.